# خوسيه أنطونيو مونتيرو
خوسيه أنطونيو مونتيرو (بالإسبانية: José Antonio Montero)‏ (3 يناير 1965 ببرشلونة في إسبانيا - ) هو لاعب كرة سلة إسباني في مركز مدافع مسدد الهدف، شارك في بطولة أمم أوروبا لكرة السلة 1989 والألعاب الأولمبية الصيفية 1988 وبطولة أمم أوروبا لكرة السلة 1987 وبطولة كأس العالم لكرة السلة 1990. ولعب مع ليموج سي إس بي ونادي برشلونة.

## وصلات خارجية
- خوسيه أنطونيو مونتيرو على موقع الاتحاد الدولي لكرة السلة (الإنجليزية)
- خوسيه أنطونيو مونتيرو على موقع سبورتس رفرنس (الإنجليزية)
- خوسيه أنطونيو مونتيرو على موقع الدوري الإسباني لكرة السلة (الإسبانية)
- خوسيه أنطونيو مونتيرو على موقع كرة السلة الأوروبية.كوم (الإنجليزية)
- خوسيه أنطونيو مونتيرو على موقع ريلجم (الإنجليزية)
- خوسيه أنطونيو مونتيرو على موقع بروبوليرز (الإنجليزية)
- خوسيه أنطونيو مونتيرو على موقع سبورتس رفرنس (الإنجليزية)
- خوسيه أنطونيو مونتيرو على موقع أوليمبيديا (الإنجليزية)